# Samo Chalupka

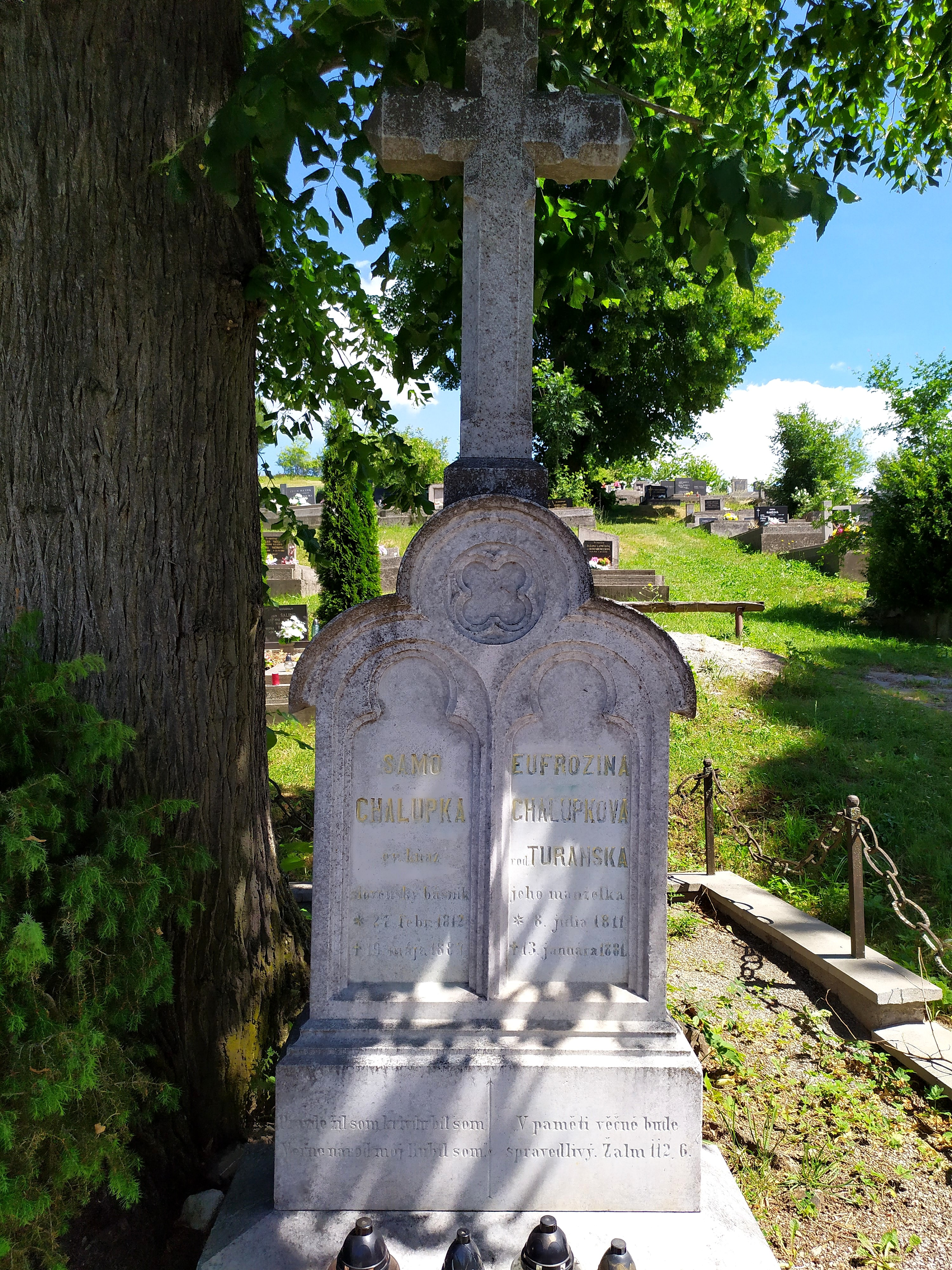
Chalupkův hrob v Hornej Lehote

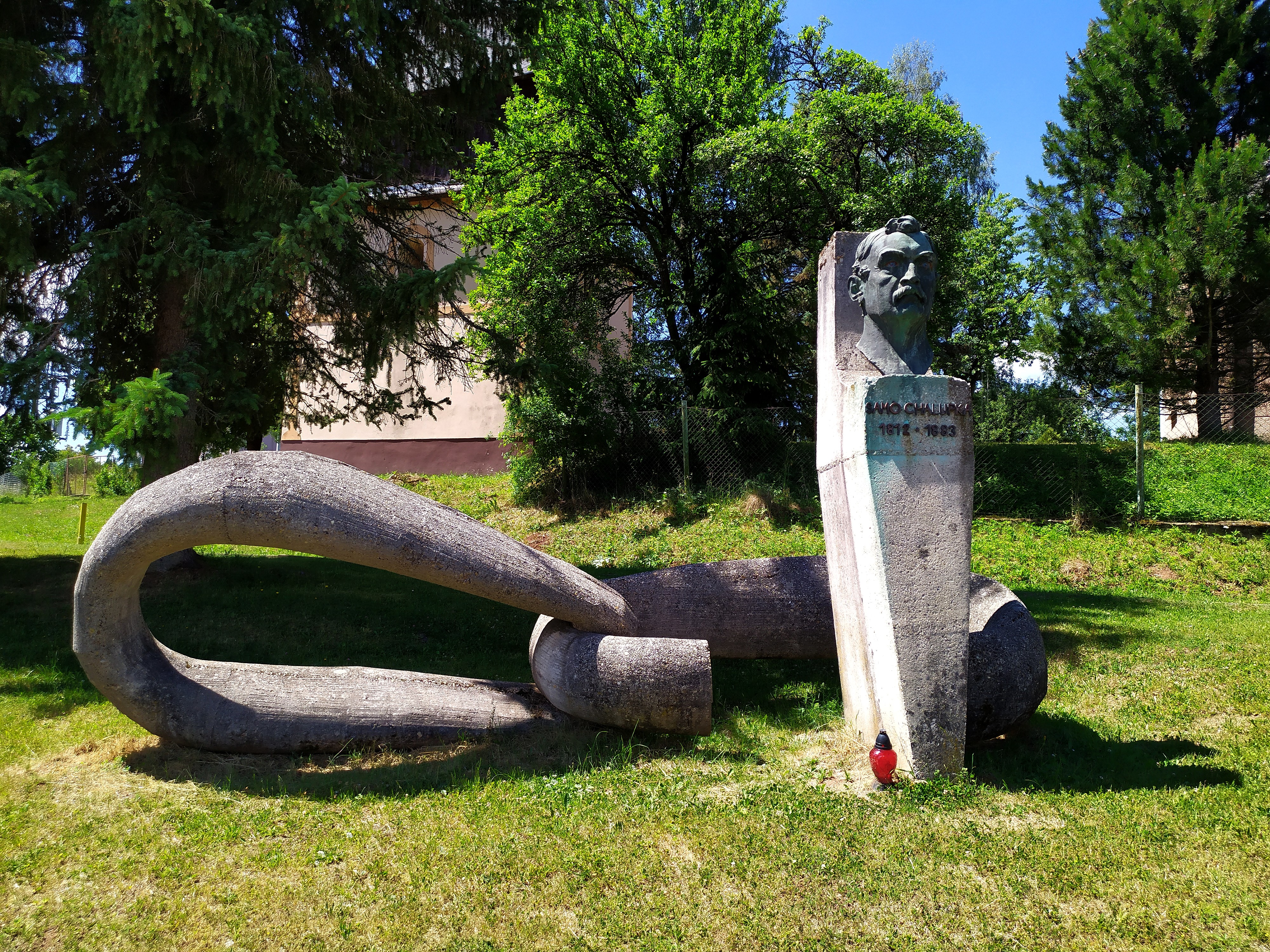
Chalupkův památník v Horneh Lehote

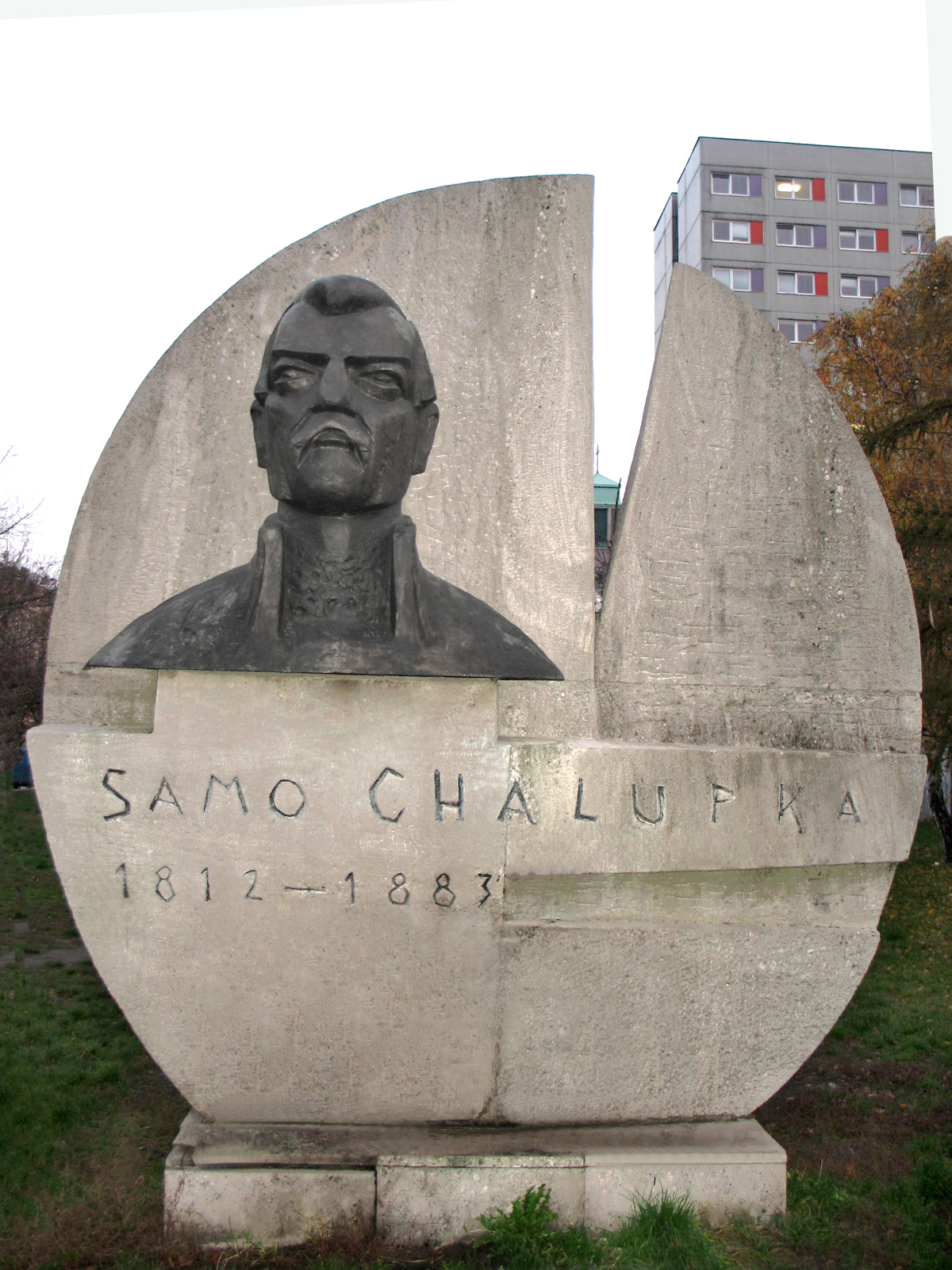
Chalupkův památník v Bratislavě

Samo Chalupka (27. února 1812, Horná Lehota – 19. května 1883, tamtéž) byl slovenský romantický básník a evangelický kněz, bratr spisovatele Jána Chalupky.

## Život
Narodil se v rodině evangelického faráře v Horné Lehotě. Vzdělání získával u otce, později navštěvoval evangelické gymnázium v Gemeru. Od roku 1822 studoval na lyceu v Kežmarku. Od roku 1824 studoval v Rožňavě, od roku 1827 na bratislavském lyceu filozofii a teologii, kde v 1829 patřil k iniciátorům vzniku Společnosti českoslovanské, pozdějšího centra štúrovců. Chalupka působil zpočátku jako knihovník, později se stal místopředsedou této společnosti. Členové společnosti se nevěnovali jen literatuře, ale zajímali se i o dějiny, osud národů a jejich zápas za svobodu. Proto se po vypuknutí povstání polské šlechty v roce 1830 vydal do Polska jako dobrovolník; v následujícím roce byl zraněn v bojích u Haliče. Po uzdravení působil nejprve jako vychovatel v Demänové , ale již v roce 1833 pokračoval ve studiu na evangelické teologické fakultě ve Vídni. V roce 1834 působil jako evangelický kaplan v Chyžném, v roce 1836 byl farářem v Gemerských Teplicích. Po otcově smrti v roce 1840 zaujal jeho místo v rodné Horní Lehotě, kde působil až do své smrti.
Od mládí se angažoval ve slovenském národním hnutí; v roce 1837 byl členem tajného mladoslovenského spolku Vzájemnost, v roce 1844 byl členem štúrovského spolku Tatrín, v roce 1861 byl spolutvůrcem Memoranda národa slovenského a v roce 1863 spoluzakladatelem Matice slovenské. Jeho básnická dikce zásadně ovlivnila další směřování slovenské poezie na bázi lidové písně, balady a historické epiky, ale také v oblasti používání literárního jazyka, jako jeden z prvních tvořil ve středoslovenštině. Zařadil se k hlavním reprezentantům romantismu, v němž rozvinul zejména lidový jánošíkovský, ale i protiturecký motiv. V historickém zpěvu Mor ho! zobrazil hrdinský odpor Slováků v boji proti Římanům, který se často aktualizoval v našich dějinách během boje za národ.

## Dílo
- Naumburg, česká autorova prvotina s tematikou husitského obléhání tohoto města.
- Koníku moj vraný (1834), báseň, časopisecky ve Fejérpatakyho Novém i starém vlastenském kalendáři.
- Nářek slovanský (1834), báseň, časopisecky ve Fejérpatakyho Novém i starém vlastenském kalendáři.
- Píseň vojenská (1834), báseň, časopisecky ve Fejérpatakyho Novém i starém vlastenském kalendáři.
- Spevy (1868), jediná autorova básnická sbírka, do které zahrnul celou svou básnickou tvorbu, včetně variant pôvodně českých děl. Je žánrově pestrá, zahrbuje básně milostné, vojenské, hrdinské a zbojnické, ve kterých nacházíme ohlasy na slovenské folklórní písně, básně s ukrajinskou i srbskou junáckou tematikou, historické i baladické básně.[3] Sbírka obsahuje tyto básně:
  - Smútok (původně česky),
  - Mor ho!, básnická skladba poprvé uveřejněná roku 1864 v časopise Sokol vyjadřující odhodlání získat národní svobodu. Pro mnoho lidí se stala symbolem slovenských národních snah.[4]
  - Starý væzeň, báseň s námětem trestu za zradu prvně vydaná česky roku 1858.
  - Križiak,
  - Branko, báseň vyjadřující lásku k národu a touhu po svobodě prvně vydaná v časopise Sokol roku 1864.
  - Boj pri Jelšave, báseň s tematikou protitureckých bojů prvně vydaná v časopise Sokol roku 1861.
  - Bombura,
  - Muráň,
  - Turčín Poničan, zveršovaná pověst s tematikou protitureckých bojů prvně vydaná roku 1863 v časopise Sokol.
  - Lykavský Vazeň, pod názvem Jánošíkova náumka prvně vydáno roku 1845 v časopise Orol tatranský, báseň s protifeudální tematikou.
  - Všeslav,
  - Junák, báseň báseň s protifeudální tematikou původně vydaná roku 1860 v časopise Sokol.
  - Zabitý (původní název Hroby milencov),
  - Valibuk, báseň původně vydaná roku 1860 v časopise Sokol.
  - Zrada, lyrická báseň.
  - Žiaľ (původně česky).
  - Vešťba,
  - Kráľohoľská, báseň s protifeudální tematikou.
  - Kozák, báseň vyjadřující lásku k národu a touhu po svobodě, pod názvem Syn vojny prvně vydána roku 1845 v časopise Orol tatranský.
  - Vojenská, báseň na téma národněosvobozeneckého zápasu.
  - Sen, lyrická báseň.
  - Vojín na úmoru,
  - Juhoslovænom, báseň na téma národněosvobozeneckého zápasu.
  - Bolo i buďe, báseň na téma národněosvobozeneckého zápasu.[4]
- Odboj Kupov (1876), básnická skladba s námětem bojů s pohanskými kmeny v Uhrách uveřejněná poprvé v časopise Sokol a začazená do druhého vydání Spěvů z roku 1898.[5][6]

## Česká vydání
- Zpěvy, Praha: Státní nakladatelství krásné literatury a umění 1962, přeložil Jiří Valja